# 馬林 (烏克蘭)
馬林（羅馬化：Malyn）是乌克兰日托米爾州科羅斯滕區马林市镇内的城市及该市镇的行政中心，2020年7月18日前为馬林區的行政中心（该市在2020年7月18日前为该州的州辖市，并不在该区的管辖范围内）。該市位於伊爾沙河畔，距離首都基輔100公里，始建於891年，面積60.92平方公里，海拔高度159米，2022年人口数量为25,172人。2025年人口27,000。

## 图集

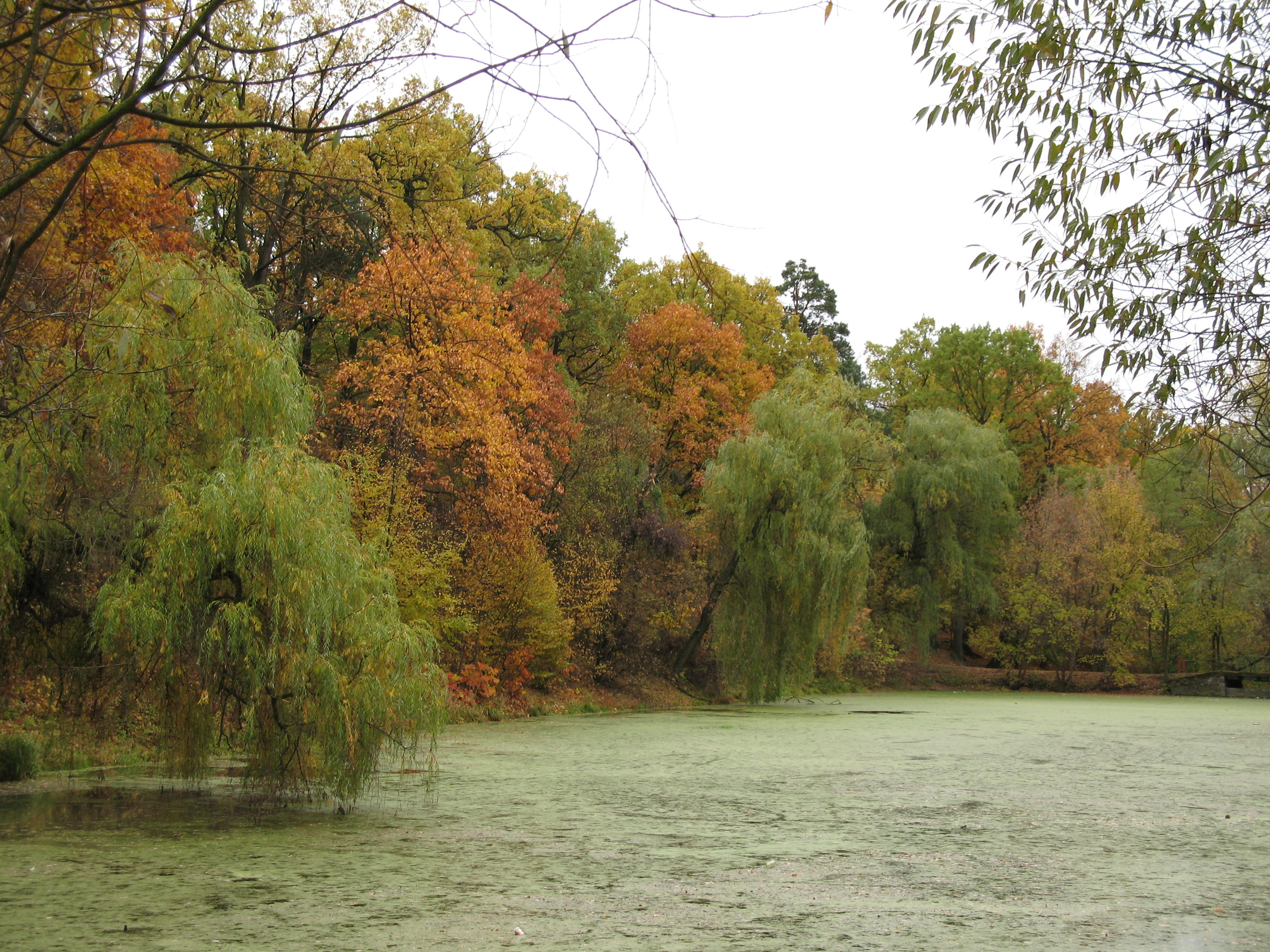
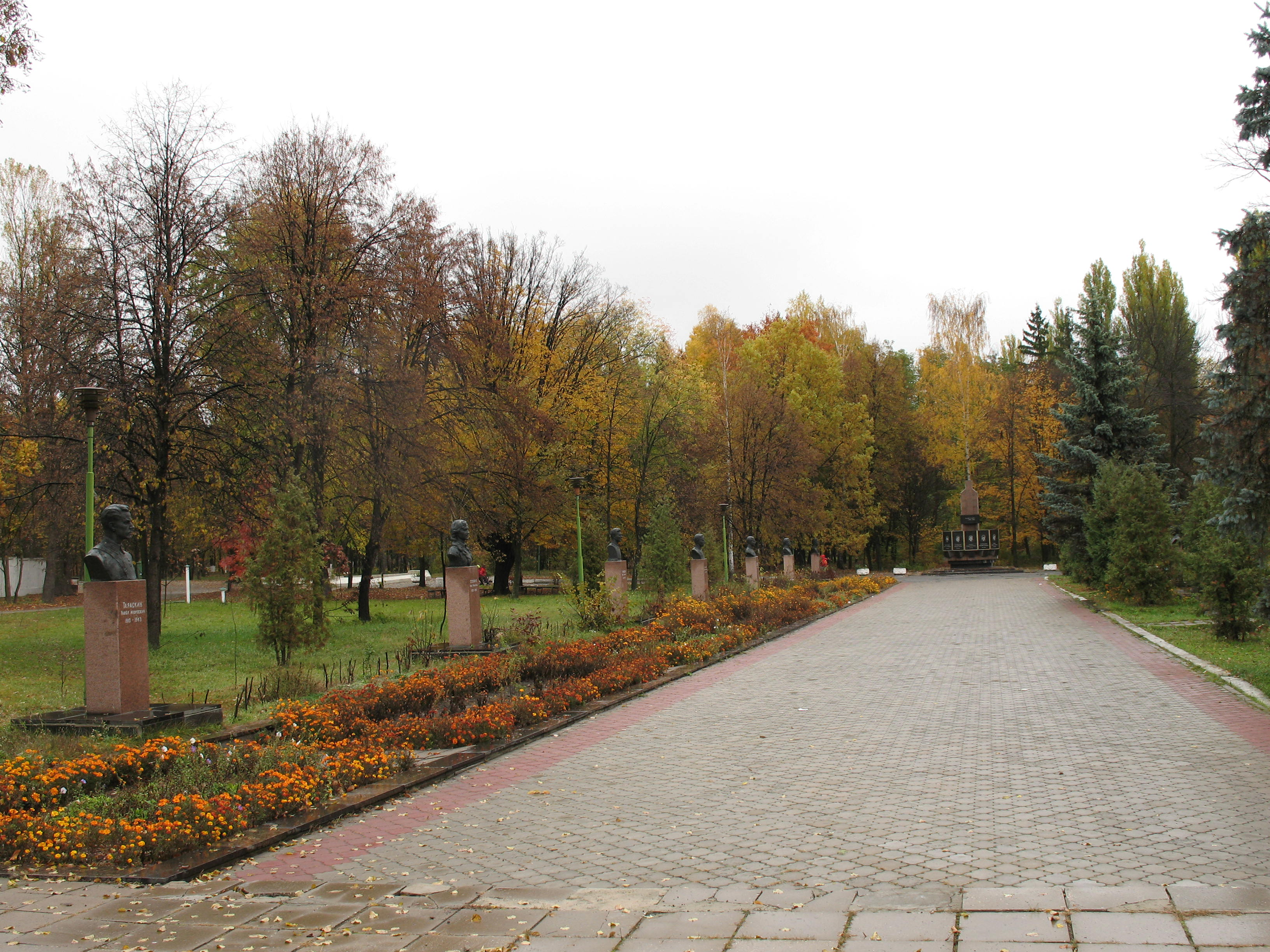
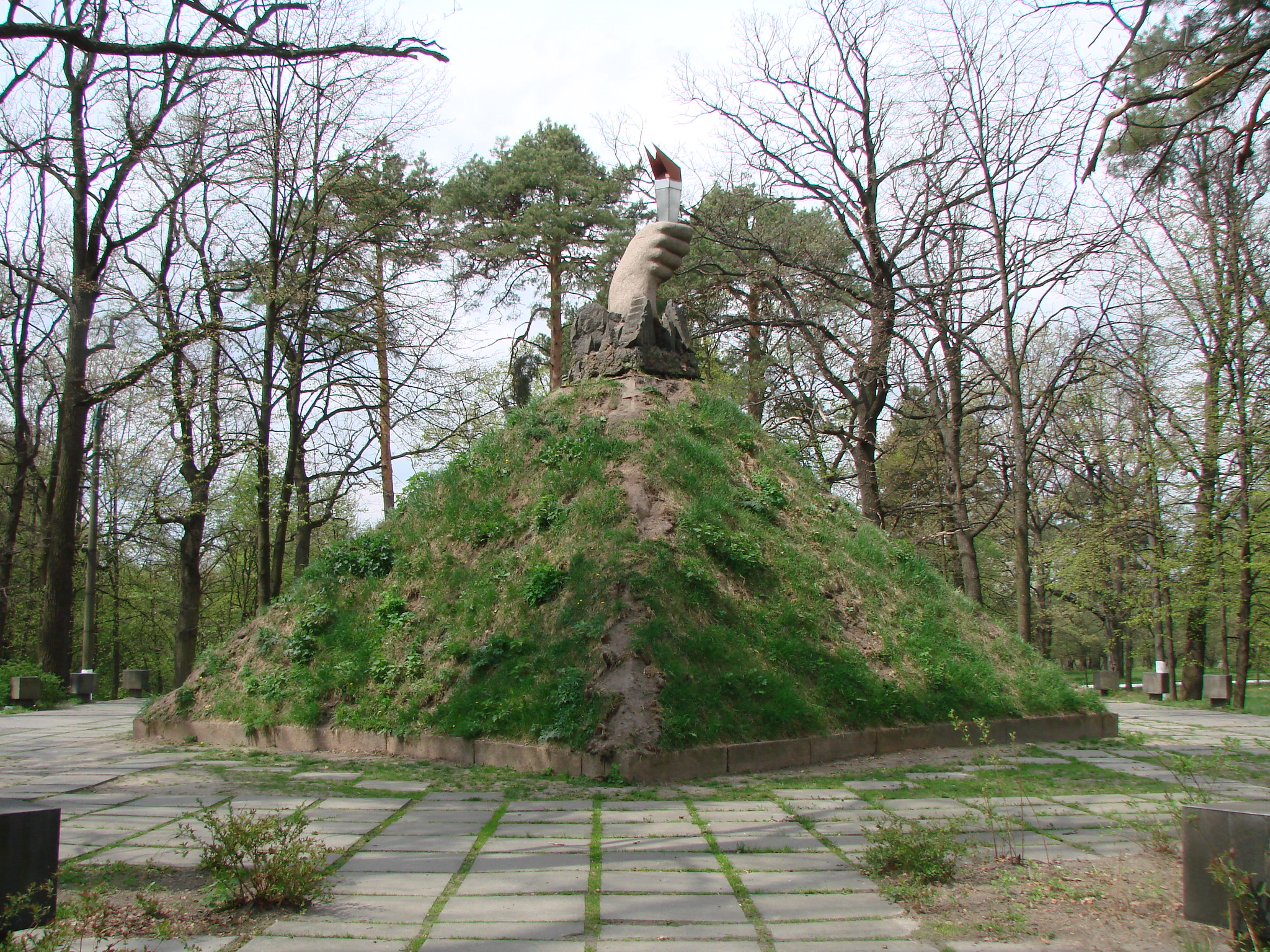
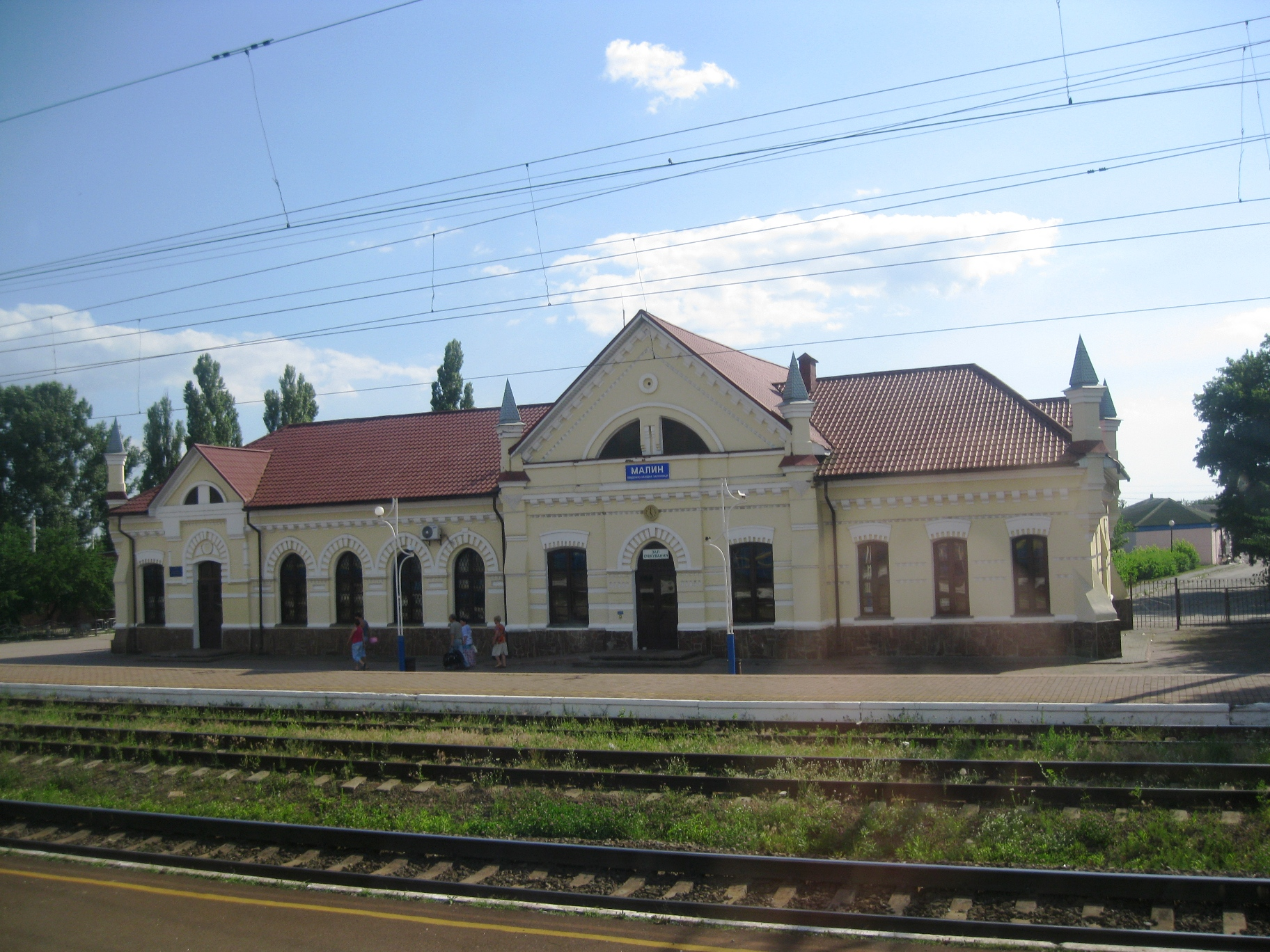